# カッコソウ
カッコソウ（学名：Primula kisoana）は、サクラソウ科サクラソウ属の多年草。別名、キソザクラ、キソコザクラ。

## 特徴
地下に短い根茎がある。葉には長い葉柄があり、白色の長い開出毛が密生する。葉身は径5-12cmの広円形になり、基部は心形で、縁は掌状に浅く不規則に切れ込み、さらに細かい歯牙がある。葉身は厚く、葉の表面の葉脈がくぼんで著しいしわとなる。
花期は5月。花茎はやや太く、葉柄と同様に長い白い開出毛が密生し、高さは10-20cmになり、5-15個の花がやや輪生状に1-3段につく。萼片は5深裂し、裂片は長さ1-1.2cmの線状披針形になり、長い毛が密生する。花冠は高杯状で径2-3cm、先端は5裂して広く開き、裂片の先がさらに2裂し、紅紫色になる。筒部の長さは1.5-2cmになり、花喉部は濃赤褐色になる。雄蕊は5個あり、花筒の上部または中部で合着する。この属の花は花柱が長く雄蕊が短いものと、花柱が短く雄蕊が長いものの2型がある（自家不和合性 (植物)を参照）。果実は蒴果で長さ5mmの卵球形となり、萼より著しく短い。

## 分布と生育環境
日本固有種。本州の群馬県に分布し、山地の林下に生育する。稀に見られる植物である。

## 名前の由来
種小名（種形容語）kisoana は、「木曽の」の意味。別名、キソコザクラといい、木曽山地で発見されたというが、木曽地方で分布は確認されていない。
和名カッコソウの名は、羯鼓に由来するものと考えられていたが、「勝紅草」などの説もあり、はっきりしたものはない。1733年に江戸の植木屋，伊藤伊兵衛が著した『地錦抄』の付録には、「勝紅草」（かつこうそう）という植物の記載と略図があり、それらの内容から、この「勝紅草」は明らかに本種と判断される。飯沼慾斎の『草木図説』では本種を「カツコサウ」としているが、これはそのまま「カツコソウ」と読むのか「カッコソウ」と読ませる意図なのか不明である。1874年に出版された『草木図説』の再版に挿入された和名のローマ字綴りでは「カッコソウ」と読ませることになっている。これらの事実から武田は、形の似ていない羯鼓からの連想という説には同意しかねるとしている。

## 種の保全状況評価等
絶滅危惧IA類 (CR)（環境省レッドリスト）
（2017年、環境省）
- 2000年レッドデータブックまでは絶滅危惧IB類(EN)に選定。
- 2012年、日本の絶滅のおそれのある野生動植物の種の保存に関する法律による国内希少野生動植物種に指定された[10]。

## ギャラリー

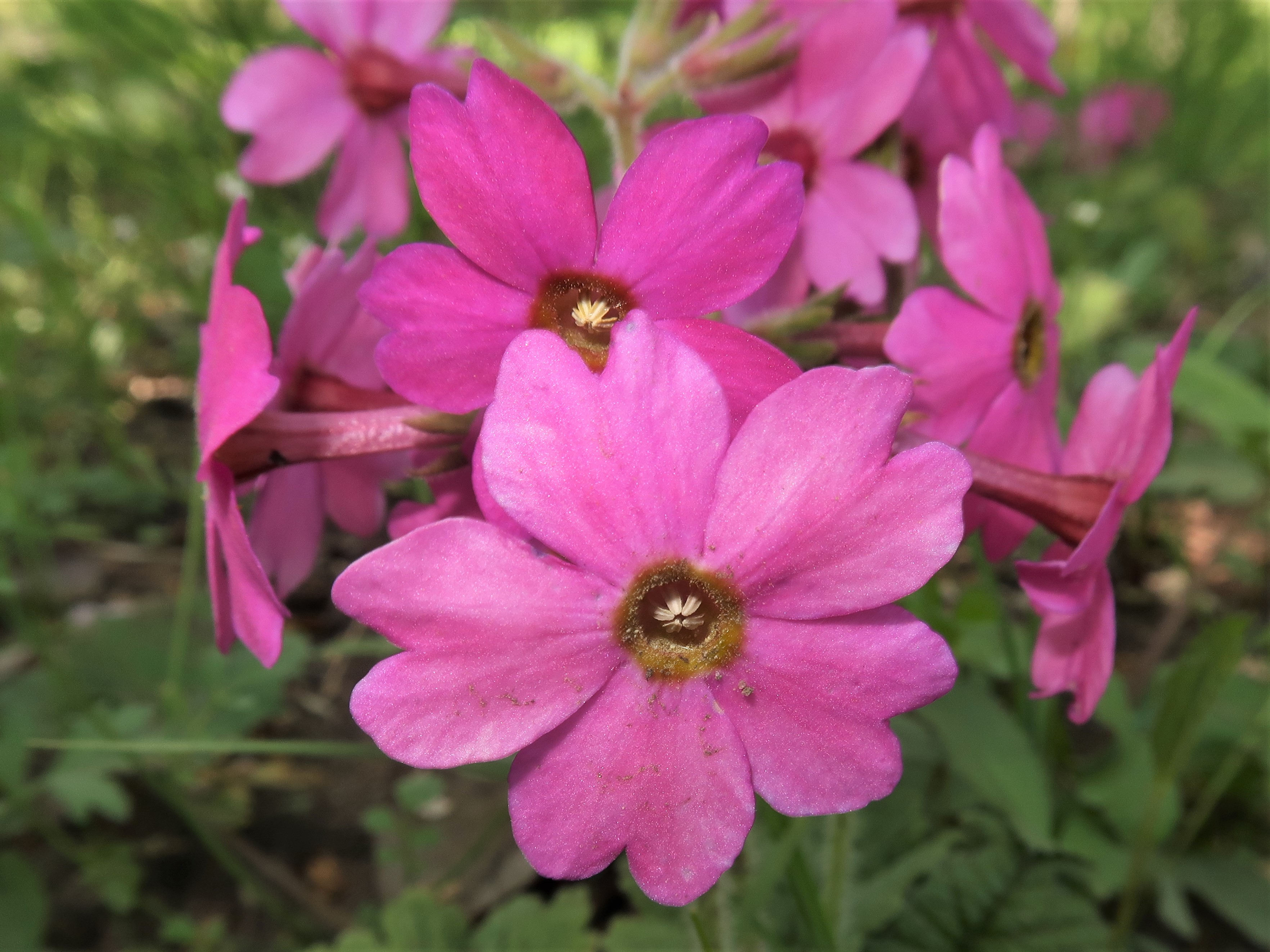
花冠は高杯状で先端は5裂して広く開き、裂片の先がさらに2裂する。この株の花は雄蕊が長いタイプ。
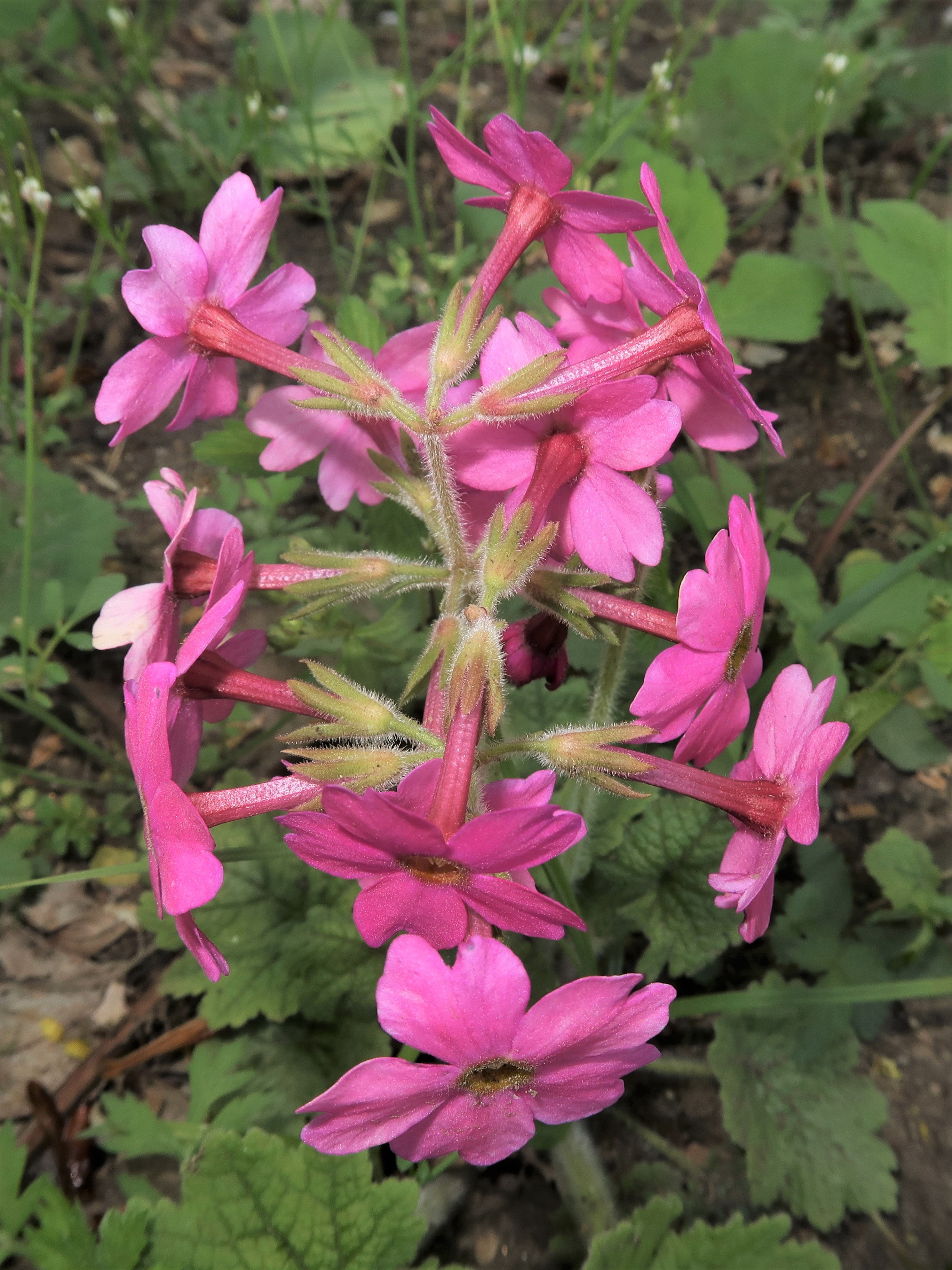
花柄と萼片に白い長毛が生える。
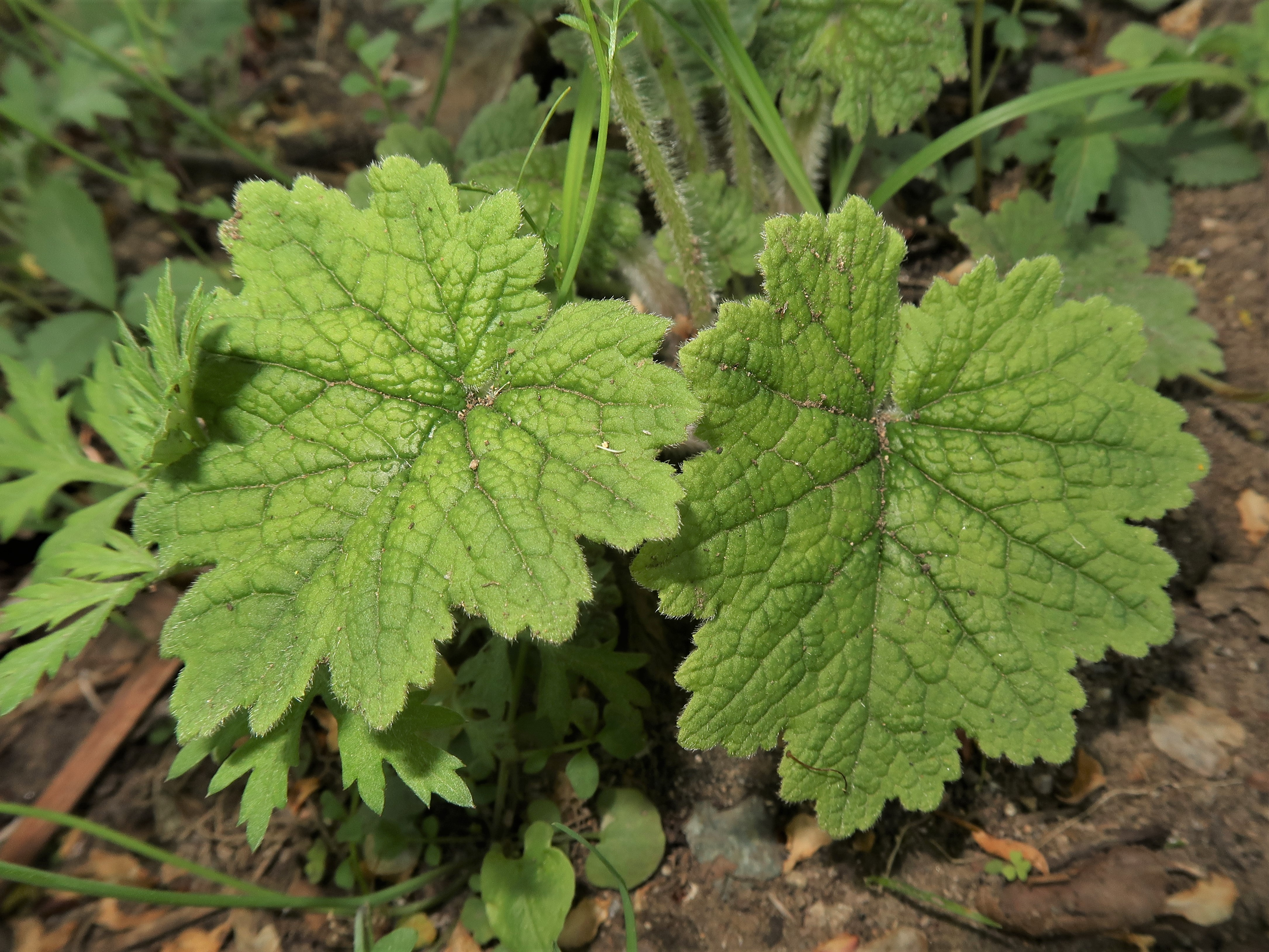
葉身は広円形になり、縁は掌状に浅く不規則に切れ込む。葉身は厚く、表面は著しいしわとなる。
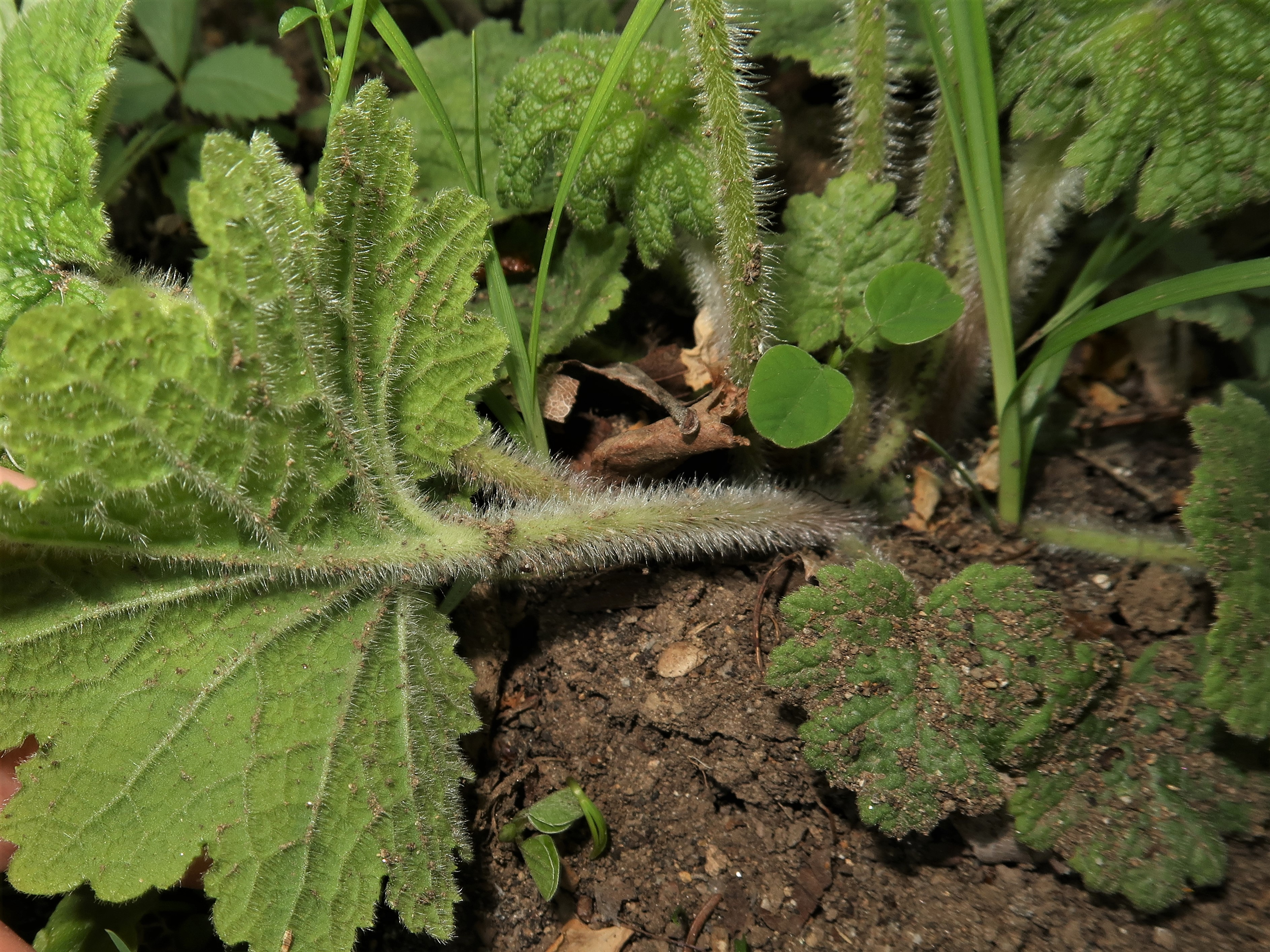
葉の裏面と葉柄。長い白い開出毛が密生する。

## 下位分類
- シコクカッコソウ Primula kisoana Miq. var. shikokiana Makino[11] - 基本種カッコソウの変種。多年草。花茎は高さ10-15cmになり、茎や葉につく毛が多い。萼片は長さ1.2-1.5cmになり基本種より長い。花喉部は黄色を帯びる。花期は5月-6月中旬。四国の徳島県、香川県および愛媛県に分布し、山地の樹林下に生育する。稀な植物である[4][5]。
- 絶滅危惧II類 (VU)（環境省レッドリスト）

（2017年、環境省）